# Frittata

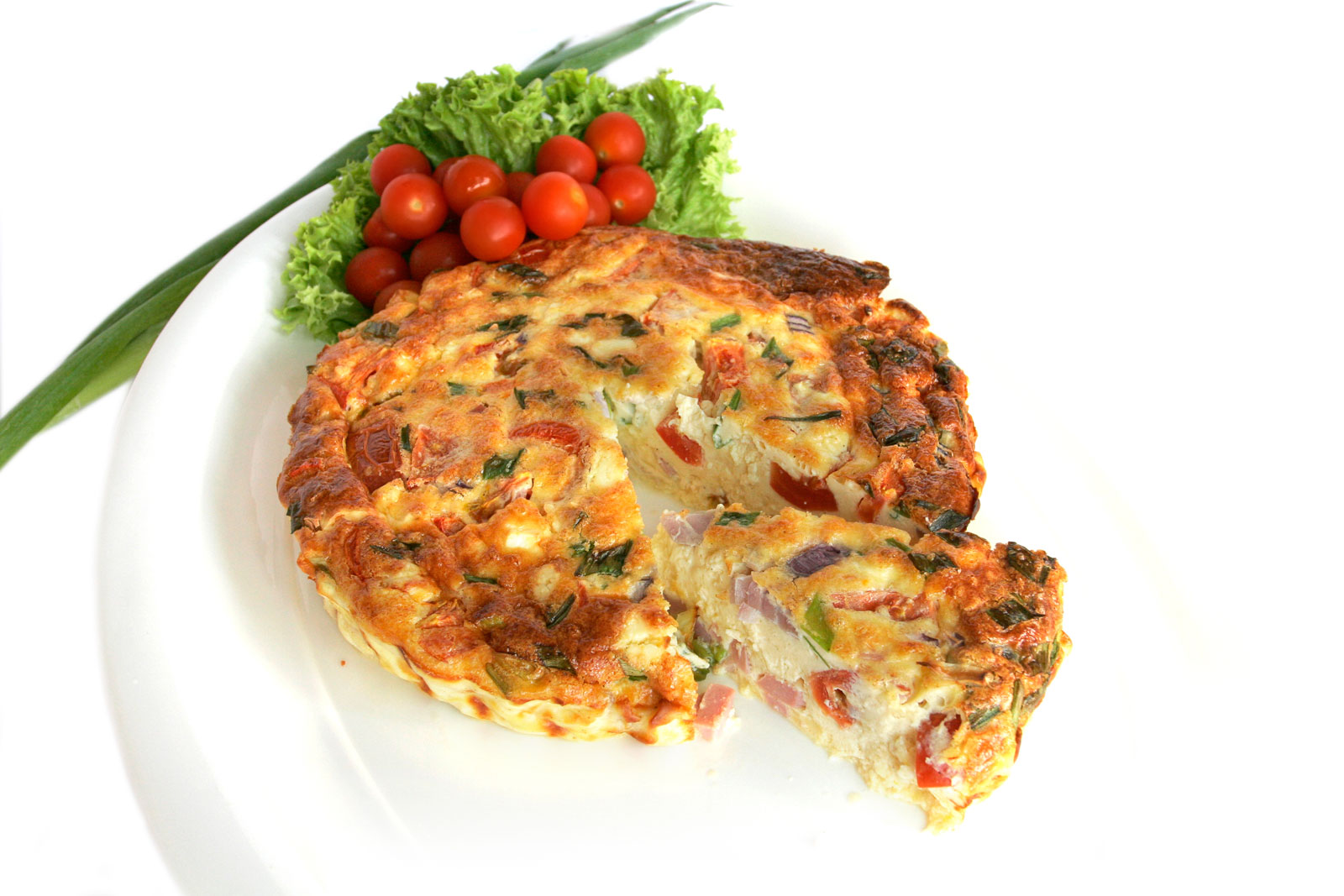
Frittata.

Frittata (italienska; av fritta, 'stekt') är en italiensk äggbaserad rätt av omelettyp. Den påminner om spansk tortilla (bondomelett). Den kan göras enkel eller fylld med kött, ost, grönsaker eller pasta och kryddas ofta med örter. Frittata di cipolle görs med lök. Frittata di maccheroni är en välkänd pastagratäng där man återvinner spaghetti och kan också innehålla tomat.
Tilläggsingredienserna steks i stekpannan innan äggstanningen (omelettsmeten) fylls på. Rätten kan stekas färdigt på spisplatta eller i ugn, med eller utan vändning. 
En frittata serveras ofta i sektorer likt en pizza.
Frittata motsvarar den iranska rätten kookoo. Denna förekommer i varianter såsom kookoo sabzi (örtfrittata) och kookoo sibzamini (potatisfrittata).